# Beatriz Escribano

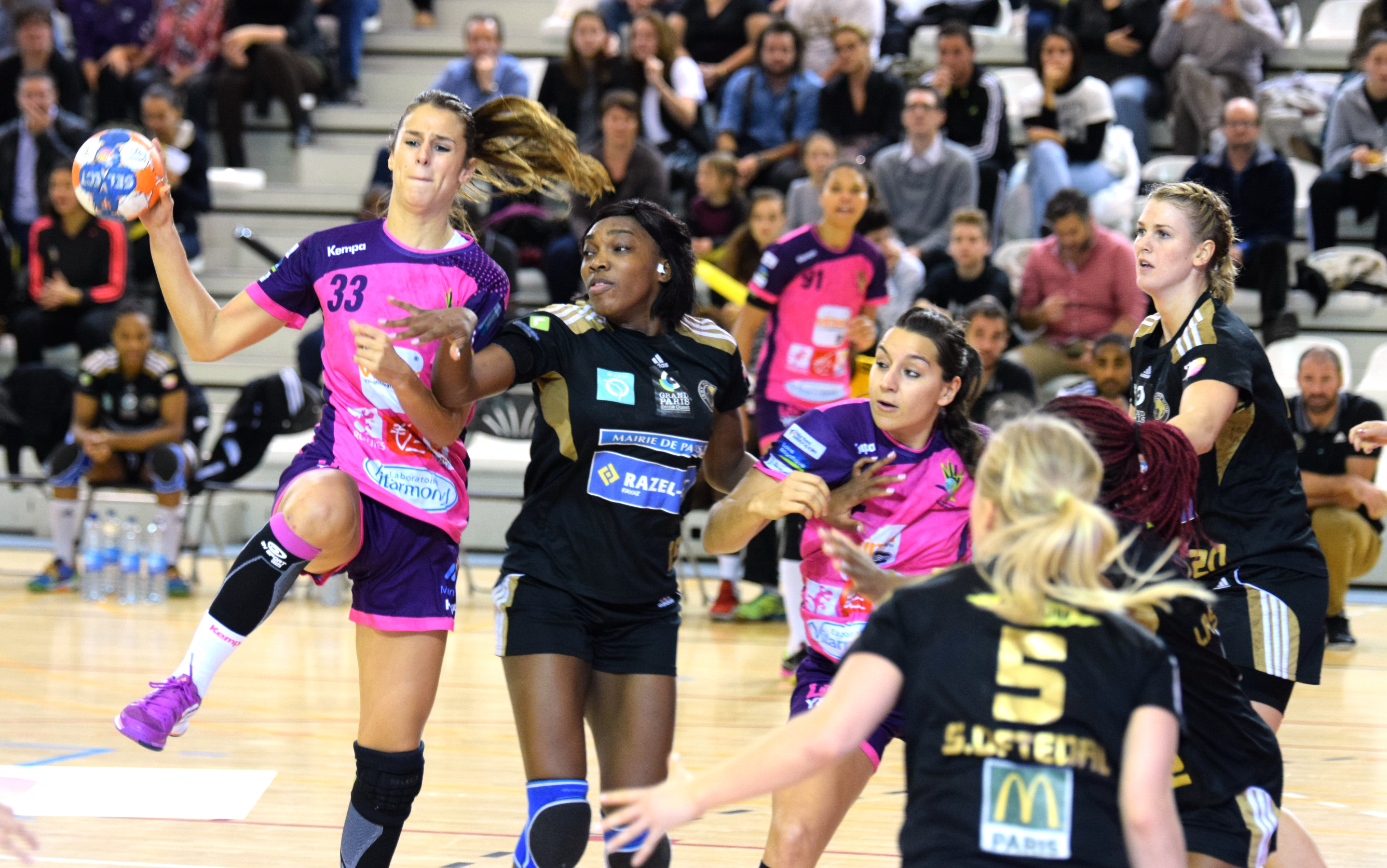
Beatriz Escribano avec Nantes face au Paris 92, le 6 novembre 2015.

Beatriz Escribano Sánchez-Mateos, née le 4 mai 1990 à Ciudad Real, est une joueuse internationale espagnole de handball, évoluant au poste de demi-centre.

## Biographie
Après trois années à Nice, elle rejoint Nantes à l'issue de la saison 2014-2015.*
Après ses six années au Nantes Atlantique Handball et sa pause pour sa grossesse, elle rejoint en 2021 le club Club Balonmano Elche en Espagne.

## Palmarès

### En club
compétition internationale
- vainqueur de la Ligue européenne (C3) en 2021

compétitions nationales
- finaliste de la Coupe de France (1) en 2021

### En équipe nationales
- finaliste du championnat d'Europe 2014
- finaliste du championnat d'Europe junior en 2007[3]
- finaliste du championnat d'Europe jeunes en 2007[4]